# Měšťanský dům čp. 411 (Javorník)
Měšťanský dům č. p. 411 se nachází na ulici Míru mezi domy č. p. 410 a 412 v Javorníku v okrese Jeseník. Dům je kulturní památkou ČR a je součástí městské památkové zóny Javorník.

## Historie
Měšťanský dům byl postaven před rokem 1373, kdy je poprvé zmiňován jako součást městské středověké zástavby. V průběhu let byl poškozen při různých katastrofách i v roce 1428, kdy město Javorník dobyli husité. Byl přestavován po požárech (1576, 1603, v roce 1825 byly zničeny 104 domy) a povodních. V druhé čtvrtině 19. století byl dům  přestavěn a později upravován. V roce 1945 v domě bylo obuvnictví a dům patřil Rudolfu Nierlovi. Asi v roce 1980 při opravě domu došlo ke zničení původní fasády a odstranění všech ozdobných prvků. Z původního průčelí se dochoval atikový štít s půlkruhovým tympanonem a termálním oknem.

## Popis
Dům č. p. 411 je empírová řadová dvoupatrová čtyřosá podsklepená stavba na obdélném půdorysu. Uliční štítové průčelí je omítnuto hladkou omítkou. V prvním patře čtyři okna, v druhém dvě. V přízemí ve třetí ose zleva je vchod se segmentovým záklenkem, po stranách obchody.
Původně průčelí bylo členěno kordonovou římsou. Čtyři okna v patrech byla v pravoúhlých rámech spojená lizénami, které procházely obě patra. Pod okny druhého patra byly parapety s plastickými kosočtverci zdobené maskami.
Průčelí ukončuje lichoběžníkový štít završený trojúhelníkovým tympanonem s římsou. Ve štítu jsou dvě okna. V tympanonu je půlkruhové okno. Střecha je sedlová.

## Interiér
V přízemí ve vstupní síni a úzké chodbě do dvora byla valená klenba. Místnosti v přízemí a v patře mají ploché stropy.